# Fugleskræmslet (film fra 1973)
 For alternative betydninger, se Fugleskræmslet. (Se også artikler, som begynder med Fugleskræmslet)
Fugleskræmslet (originaltitel: Scarecrow) er en amerikansk road comedy-dramafilm fra 1973 instrueret af Jerry Schatzberg med Gene Hackman og Al Pacino i hovedrollerne. Historien centrerer sig om forholdet mellem to mænd, der rejser fra Californien og forsøger sammen at starte en virksomhed i Pittsburgh.
Ved filmfestivalen i Cannes i 1973 vandt filmen Den Gyldne Palme, ligesom den i Danmark modtog Bodilprisen for bedste ikke-europæiske film. Filmen klarede sig dårligt kommercielt, men har siden opnået kultstatus.
I Danmark havde filmen premiere den 29. oktober 1973 i Alexandra. 

## Handling
To vagabonder - Max Millan, en tidligere straffefange med et hidsigt gemyt og Francis Lionel "Lion" Delbuchi, en barnlig tidligere sømand - mødes på en vej i Californien og bliver enige om at blive partnere i en bilvaskevirksomhed, når de når Pittsburgh. Max har sendt alle sine penge til at etablere virksomheden til en bank i Pittsburgh. Lion skal dog forbi Detroit for at se sit barn, som han aldrig har mødt, og for at gøre det godt igen med sin hustru Annie, som han har sendt alle de penge, han havde tjent, mens han var ude og sejle. Max indvilliger i at tage med på omvejen til Detroit på vejen til Pittsburgh.
På vej mod Detroit og Pittsburgh besøger de Max' søster i Denver, hvor Max og Lion ender i et fængsel i en måned. Max giver Lion skylden for deres fængsling og undgår ham. Lion bliver ven med en indsat ved navn Riley, der dog på et tidspunkt overfalder Lion og slår hans tænder ud, da Lion afviser en seksuel relation. Max genopliver sit venskab med Lion og bliver hans beskytter, og tager hævn over Riley.
Oplevelserne i fængslet har ændret de tos personligheder, og deres roller har ændret sig. De har begge en dyb indvirkning på hinanden, men Lion er traumatiseret, ikke længere ubekymret og er ikke i stand til at smile. Max er ikke så længere højspændt aggressiv og udfører en falsk striptease for at hindre et slagsmål på en bar og får Lion til at grine igen.
Da Max og Lion endelig ankommer til Detroit, ringer Lion til Annie fra møntelefon. Annie er blevet gift med en ny mand og opdrager deres fem-årige søn, men da hun stadig er rasende på Lion for at have forladt hende, fortæller hun Lion, at hun aborterede deres fælles søn. Lion er knust, lader overfor Max som om, at han er lykkelig over at have en søn. Kort efter får Lion et psykisk sammenbrud, da han leger med nogle børn i en park, og han bliver katatonisk. Lion indlægges på et psykiatrisk hospital, og Max lover Lion, at han vil gøre alt for at hjælpe ham, hvorefter han tager med et tog til Pittsburgh med en returbillet.

## Medvirkende
- Gene Hackman som Max Millan
- Al Pacino som Francis Lionel "Lion" Delbuchi
- Eileen Brennan som Darlene
- Dorothy Tristan som Coley
- Ann Wedgeworth som "Frenchy"
- Richard Lynch som Riley
- Penelope Allen som Annie Gleason
- Richard Hackman som Mickey Grenwood
- Al Cingolani som Skipper

## Produktion
For at kunne leve sig ind i rollerne optrådte Hackman og Pacino i en periode forklædt som tiggere i San Francisco. Pacino, der arbejdemde med method acting, konstaterede, at hans teknikker var i konflikt med Hackmans, som foretrak at være stille før optagelserne, hvorimod Pacino gik op i tempo for at komme ind i rollen. Hackman nød produktionen, men Pacino kommenterede senere: "Det var ikke det nemmeste at arbejde sammen med Hackman, som jeg elsker som skuespiller."

## Modtagelse
På Rotten Tomatoes har filmen en rating på 76% baseret på 33 anmeldelser. Konsensus lyder: "Selvom filmens dramatiske iklædning er en smule slidt, overlever Scarecrow på styrken af hovedpersonerne og Vilmos Zsigmonds fotografering."
Ved filmfestivalen i Cannes i 1973 vandt filmen sammen med Alan Bridges' Hyrechaufføren Guldpalmen I Danmark modtog den ved Bodiluddelingen i 1974 en Bodil for bedste ikke-europæiske film.
I USA var Fugleskræmslet et kommercielt flop.
Roger Ebert fra Chicago Sun-Times gav filmen tre stjerner ud af fire, og sammenlignede filmens historie med Of Mice and Men og Midnight Cowboy, ligesom han roste Pacino og Hackmans præstationer, såvel som manuskriptet og cinematografien. The New York Times var også positiv og roste fremstillingen af Max og Lion som "klassiske vagabonder" og den "forunderlige fremstilling af deres karakterer".
Ved anmeldelsen af Scarecrow i anledning af genudgivelsen i 2013 beskrev The Guardian filmen som "et friløbende mesterværk", og at Hackman og Pacino i filmen leverede "deres livs præstationer".
Scarecrow er den bedst anmeldte film i Schatzbergs karriere og har i dag opnået kultstatus. Schatzberg forsøgte i begyndelsen af 2010'erne at lave en efterfølger, og der blev færdiggjort et manuskript i 2013. Efterfølgeren opnåede dog ikke støtte fra filmselskabet, ligesom Hackman havde indstillet sin skuespillerkarriere.